# Fatma Samoura

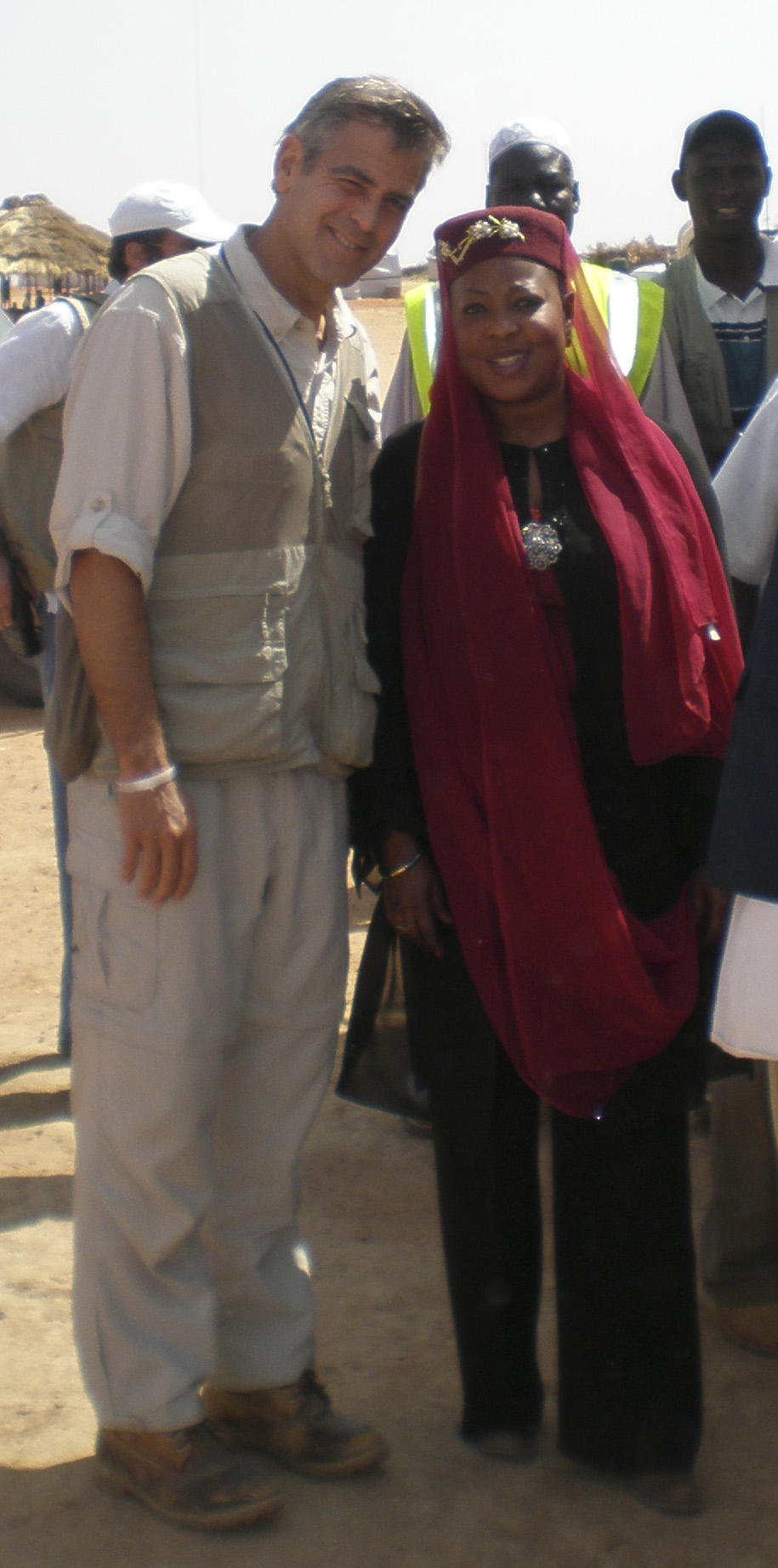
Fatma Samoura als damalige UN-Vertreterin mit George Clooney im Tschad, Februar 2008

Fatma Samba Diouf Samoura (* 9. September 1962 im Senegal) ist eine senegalesische Sportfunktionärin und ehemalige Diplomatin bei den Vereinten Nationen. Von Juni 2016 bis Oktober 2023 war sie Generalsekretärin des Weltfußballverbandes FIFA. 2020 wurde sie vom Magazin Forbes eine der 50 mächtigsten Frauen Afrikas genannt.

## Werdegang
Fatma Samoura studierte an der Universität Lyon und erwarb dort einen Masterabschluss in Anglistik und Hispanistik sowie einen Post-Master in Internationalen Beziehungen und Internationalem Handel am Straßburger Institut d’Etudes Supérieures Spécialisées. Sie arbeitete acht Jahre lang im Düngemittelhandel für Senchim, eine Tochtergesellschaft der Industries Chimiques du Senegal, und war für die Bereiche Export- und Importprogramme, Ausschreibungen und die Einrichtung eines nationalen Vertriebsnetzes zuständig.
Samoura war seit 1995 in verschiedenen Funktionen für die Vereinten Nationen tätig. Für das Welternährungsprogramm arbeitete sie in Guinea, Kamerun und Dschibuti. In der Nothilfe war sie unter anderem im Kosovo, in Afghanistan und in Sierra Leone für die UN aktiv. Zudem war sie seit 2007 stellvertretende UN-Koordinatorin des Amtes für humanitäre Angelegenheiten (OCHA) im Tschad sowie anschließend in Nigeria. Später war Fatma Samoura bis zum Jahr 2016 residierende UN-Koordinatorin in Nigeria und damit als Vertreterin des UN-Generalsekretärs höchste UN-Vertreterin des Landes im Rang einer Botschafterin. Außerdem war sie dort UN-Koordinatorin für humanitäre Angelegenheiten und residierende Repräsentantin des Entwicklungsprogramms der Vereinten Nationen in Nigeria.
Am 13. Mai 2016 schlug FIFA-Präsident Gianni Infantino Samoura auf dem FIFA-Kongress in Mexiko-Stadt als Generalsekretärin des Weltfußballverbandes vor, was das Council am selben Tag bestätigte. Sie ist die erste weibliche und nicht-europäische Generalsekretärin. Im Februar 2016 waren nach dem Rücktritt des infolge von Ermittlungen gesperrten FIFA-Präsidenten Sepp Blatter außerdem die präsidialen Management-Kompetenzen auf den Generalsekretär übertragen worden. In der neugestalteten Position führte Samoura das operative Geschäft des Weltverbandes, überwachte die Einnahmen und traf alle strategischen Entscheidungen. Ihre Rolle als erste von außen kommende Generalsekretärin kommentierte Infantino mit: „Sie ist jemand von außen, nicht von innen. Sie kommt nicht aus der Vergangenheit, sondern ist jemand Neues. Sie wird uns helfen, das Richtige zu tun.“ Ihr Vorgänger Jérôme Valcke war Anfang des Jahres wegen Korruptionsvorwürfen entlassen worden. Am 20. Juni 2016 trat sie als Generalsekretärin an und gab dabei ihre UN-Ämter ab.
Im Mai 2017 wurde bekannt, dass für die Reinigung von Samouras Privatwohnung von Mitte August bis Ende 2016 der FIFA 28.183 Franken mehr als die vereinbarten ca. 5.000 Franken berechnet wurden. Nach Hinweis der Wirtschaftsprüfer zahlte Samoura das Geld zurück.
Im Juni 2023 gab Samoura ihren Rücktritt als Generalsekretärin der FIFA zum Ende des Jahres aus familiären Gründen bekannt.

## Privates
Samoura ist verheiratet und Mutter von drei Kindern.